# Kivijärvi (sjö i Finland, Lappland, lat 69,10, long 28,53)
Kivijärvi är en sjö i Finland. Den ligger i kommunen Enare i landskapet Lappland, i den norra delen av landet, 1 000 km norr om huvudstaden Helsingfors. Kivijärvi ligger 124 meter över havet. Arean är 90,1 hektar och strandlinjen är 16,06 kilometer lång. Sjön  ingår i Pasvik älvs huvudavrinningsområde. 